# Samuel Azavey Torres de Carvalho
Samuel Azavey Torres de Carvalho (Lisboa, 31 de janeiro de 1924 — Lisboa, 21 de fevereiro de 1993), também conhecido por SAM, foi um cartunista português célebre pelo personagem Guarda Ricardo.
Nasceu em Lisboa, filho de pai português e mãe hebraico-italiana. Teve 3 filhos: Laura, Samuel, e Cristina, e 9 netos.
Durante a sua carreira colaborou com perto de 25 publicações, entre elas, o Expresso, Diário de Notícias, A Capital, Público e Jornal Novo, desenvolvendo diversas personagens — i.a. o Guarda Ricardo, a Heloísa, o Ulisses, e The Queen.
Vários cartoons da sua autoria foram censurados pelo regime do Estado Novo  e podem ser vistos no sítio do Jornal Expresso.
A sua personagem Guarda Ricardo nasce a 27 de maio de 1971 no Notícias da Amadora.
Em 1986 realizou para a RTP os Filmezinhos do Sam, uma série de pequenos filmes mudos protagonizados por Mário Viegas.
Deixou um espólio de seis mil cartoons e mil outros objetos artísticos.
A 9 de junho de 1993, foi agraciado, a título póstumo, com o grau de Comendador da Ordem do Infante D. Henrique.
Em 2008 foi realizada uma exposição do espólio do artista, no Festival Optimus Alive. Todo o espólio tridimensional do artista foi vendido à Câmara Municipal de Serpa pelos seus herdeiros, por forma a ser preservada e divulgada a obra do artista como um todo.

## Obras
- O guarda Ricardo (1973);

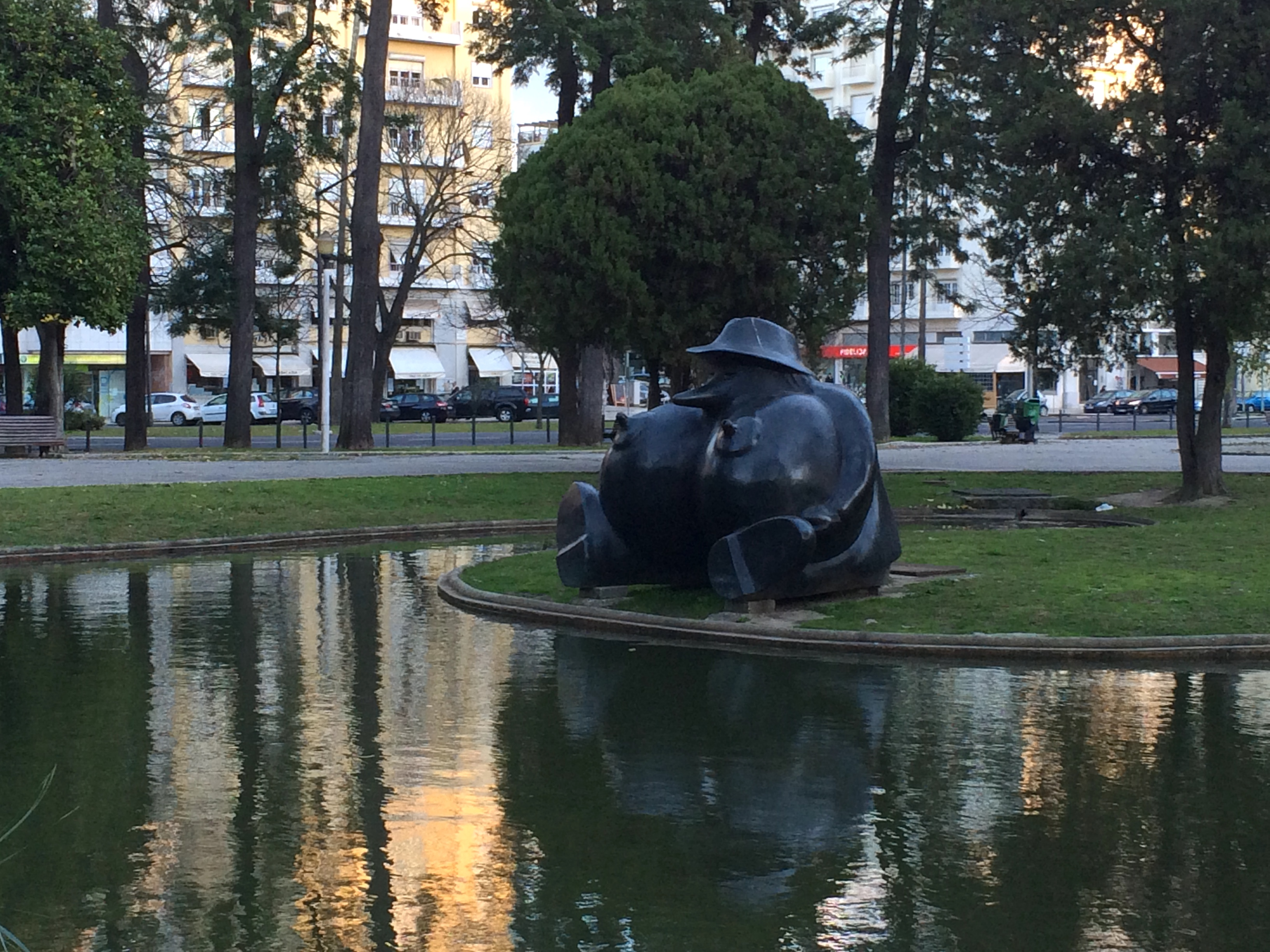
Infância (fonte escultórica de Sam, no Jardim do Campo Grande, em Lisboa)

- De noite todos os Viriatos são pardos (1973);
- O golfista  (1973);
- Contestasam - 74 (1974);
- O guarda Ricardo - 1 (1975);
- O guarda Ricardo - 2 (1976);
- O guarda Ricardo - III (1976);
- RevoluSam (1976);
- Ai, Jesus! [Visual gráfico] (1977);
- Ricardo à vista - 1 (1979);
- Homenagem ao caracol e outras cerimónias (1981);
- Bom dia, Ricardo! (1983);
- Querida Heloísa (1983);
- Médicos especialistas (1986);
- A ratoeira : exposição - intervenção  (1986);
- A torneira = Le robinet = The tap = El grifo (1987);
- Infância (escultura, Jardim do Campo Grande, em Lisboa);